# ラカトシュ賞
ラカトシュ賞（Lakatos Award）は、科学哲学の分野の優れた貢献に対して与えられる賞。年1度、過去6年間に出版された英語書籍から選出される。
ロンドン・スクール・オブ・エコノミクスの教授を務めていたハンガリー出身の科学哲学者ラカトシュ・イムレを記念するため設立された。運営母体になっているのはギリシャの海運業者で慈善家として知られるイアニス・ラトシスが設立したラトシス基金である。
現在のラカトシュ賞選考委員会の委員は以下の通り。
- 座長：ロンドン・スクール・オブ・エコノミクス学長
- 主催者：ジョン・ウォラル - ロンドン・スクール・オブ・エコノミクス科学哲学教授
- ハンス・アルバート - マンハイム大学名誉教授。哲学
- ナンシー・カートライト - ロンドン・スクール・オブ・エコノミクス哲学教授
- アドルフ・グリュンバウム - ピッツバーグ大学科学哲学教授
- フィリップ・キッチャー - コロンビア大学哲学教授
- アラン・マスグレーヴ - オタゴ大学哲学教授
- マイケル・レッドヘッド - ロンドン・スクール・オブ・エコノミクス科学哲学教授

匿名審査員たちから推薦された候補作から選考委員会が受賞作を決定する。賞金は1万ポンド。
受賞者はロンドン・スクール・オブ・エコノミクスを訪れ、講演をおこなう決まりになっている。

## 受賞者
過去の受賞者は以下の通り。邦訳のある作品の題名は邦題に従い、原題は略した。
- 1986年
  - バス・ファン・フラーセン - 『科学的世界像』（1980年）
  - ハートリー・フィールド - 『数のない科学--唯名論擁護』Science Without Numbers: A Defence of Nominalism (1980年)
- 1987年
  - マイケル・フリードマン - 『時空理論の基礎づけ』Foundations of Space-Time Theories（1986年）
  - フィリップ・キッチャー - 『はやり立つ野心--社会生物学と人間本性の探求』Vaulting Ambition: Sociobiology and the Quest for Human Nature（1985年）
- 1988年
  - マイケル・レッドヘッド - 『不完全性・非局所性・実在主義--量子力学の哲学序説』（1987年）
- 1989年
  - ジョン・アーマン - 『決定論入門』A Primer on Determinism（1986年）
- 1991年
  - エリオット・ソーバー - 『過去を復元する』（1988年）
- 1993年
  - ピーター・アチンシュタイン『 - 素粒子と波動--科学哲学の歴史試論』Particles and Waves: Historical Essays in the Philosophy of Science（199O年）
  - アレクサンダー・ローゼンバーグ - 『経済学--数学的政治学か収穫逓減の科学か』 Economics--Mathematical Politics or Science of Diminishing Returns?（1992年）
- 1994年
  - マイケル・ダメット
- 1995年
  - ローレンス・スクラー - 『物理学と偶然性--統計的方法の基礎付けに関する哲学的諸問題』Physics and Chance: Philosophical Issues in the Foundations of Statistical Mechanics（1993年）
- 1996年
  - アブナー・シモニ - 『自然主義世界観の探求』The Search for a Naturalistic World View（1993年）
- 1998年
  - ジェフリー・バブ - 『量子の世界を解読する』Interpreting the Quantum World（1997年）
  - デボラ・メイヨー - 『経験的知識の誤謬と発展』Error and the Growth of Experimental Knowledge（1996年）
- 1999年
  - ブライアン・スカームズ - 『社会契約論の進化』Evolution of the Social Contract（1996年）
- 2000年
  - 受賞作なし
- 2001年
  - ジューディア・パール - 『因果性--モデル、証明、推論』Causality: Models, Reasoning and Inference（2000年）
- 2002年
  - ペネロプ・マディ - 『数学における自然主義』Naturalism in Mathematics（1997年）
- 2003年
  - パトリック・サップス - 『科学的構造の表象と不変性』Representation and Invariance of Scientific Structures （2002年）
- 2004年
  - キム・ステルレルニー - 『敵対する世界で思考すること--人間的認知の進化』Thought in a Hostile World: The Evolution of Human Cognition（2003年）
- 2005年
  - ジェイムズ・ウッドワード - 『事実を生じさせること--因果的説明の理論』Making Things Happen: A Theory of Causal Explanation（2003年）
- 2006年
  - ハーヴェイ・ブラウン - 『物理学の相対性理論--動学的観点による時空構造』Physical Relativity: Space-time Structure from a Dynamical Perspective（2005年）
  - ヘイソック・チャン - 『温度の発明--測定と科学的進歩』Inventing Temperature: Measurement and Scientific Progress（2004年）
- 2007年
  - 受賞作なし
- 2008年
  - Richard Healey - Gauging What’s Real: the conceptual foundations of contemporary gauge theories (2007)
- 2009年
  - Samir Okasha - Evolution and the Levels of Selection (2006)
- 2010年
  - ピーター・ゴドフリー＝スミス - Darwinian Populations and Natural Selection (2009)
- 2011年
  - 受賞作なし
- 2012年
  - Wolfgang Spohn - The Laws of Belief: Ranking Theory and its Philosophical Implications (2012)
- 2013年
  - Laura Ruetsche - Interpreting Quantum Theories (2011)
  - [David Wallace - The Emergent Multiverse (2012)
- 2014年
  - Gordon Belot - Geometric Possibility (2011)
  - David Malament - Topics in the Foundations of General Relativity and Newtonian Gravitation Theory (2012).
- 2015年
  - Thomas Pradeu - The Limits of the Self: Immunology and Biological Identity (2012)
- 2016年
  - Brian Epstein - The Ant Trap: Rebuilding the Foundations of the Social Sciences (2015)
- 2017年
  - 受賞作なし
- 2018年
  - Sabina Leonelli - Data-Centric Biology: A Philosophical Study (2016)
  - Craig Callender - What Makes Time Special? (2017)
- 2019年
  - Henk W. de Regt - Understanding Scientific Understanding (2017)
- 2020年
  - Nicholas Shea - Representation in Cognitive Science (2018)
- 2021年
  - Anya Plutynski - Explaining Cancer (2018)
- 2022年
  - Catarina Dutilh Novaes - The Dialogical Roots of Deduction (2020).
- 2023年
  - Michela Massimi - Perspectival Realism (2022)
- 2024年
  - Carl Hoefer - Chance in the World: A Humean Guide to Objective ChanceI (2019)
- 2025年
  - Mazviita Chirimuuta - The Brain Abstracted: Simplification in the History and Philosophy of Neuroscience (2024)